# Sheet Music
Sheet Music (bladmuziek) is het tweede studioalbum van 10cc. 

## Geschiedenis
Het album betekende een stap in de richting van de progressieve rock, terwijl het eerste album nog in de jaren 60 haar basis had.Het album is opgenomen in de eigen Strawberry Studio in Londen. Alhoewel de band haar onschuldigheid in de popmuziek aan het verliezen was, was er toch nog voldoende ruimte om te experimenteren. Zowel Godley als Gouldman vonden het een van de betere albums zo niet het beste. De singles lieten weer een wisselend resultaat zien, net als bij hun debuutalbum. The Worst Band in the World deed het matig, The Wall Street Shuffle scoorde overal goed en Silly Love hing daar een beetje tussenin. 
Na het album doet Paul Burgess zijn intrede bij Creme en Stewart; zij spelen op het album Rolling Back van Annette en Victor Brox. Burgess zou zich na de breuk min of meer definitief aansluiten bij de band.
Wat opvalt is de zeer gedetailleerde omschrijving van wie wat doet, een item dat vaker terugkwam bij albums binnen de progressieve rock. Het album wordt vaak samen met 10cc op één compact disc geperst; er is dan nog ruimte over.

## Musici
- Eric Stewart – gitaar, toetsinstrumenten, zang
- Lol Creme – gitaar, toetsinstrumenten, percussie, zang
- Graham Gouldman – basgitaar, gitaar, percussie, zang
- Kevin Godley – slagwerk, percussie, zang

## Muziek
De elpee-indeling is als volgt:

### Kant 1
1. "The Wall Street Shuffle" (Stewart, Gouldman) – 3:54
  - Eerste zangstem, eerste gitaar, piano, orgel door Eric Stewart
2. "The Worst Band in the World" (Gouldman, Creme) – 2:49
  - Eerste zangstem, gitaar, piano door Lol Creme
  - Eerste gitaar door Eric Stewart
3. "Hotel" (Godley, Creme)– 4:54
  - Eerste zangstem door Kevin Godley
  - De eerste eerste gitaar, synthesizer door Lol Creme
  - De tweede eerste gitaar door Eric Stewart
4. "Old Wild Men" (Godley, Creme)– 3:21
  - De eerste eerste zangstem, eerste gitaar, slidegitaar door Eric Stewart
  - De tweede eerste zangstem door Kevin Godley
  - Gitaar, synthesizers door Lol Creme
  - Tamboerijn, autoharp door Graham Gouldman
5. "Clockwork Creep" (Godley, Creme)– 2:46
  - Eerste zangstem, piano door Lol Creme

### Kant 2
1. "Silly Love" (Stewart, Creme)  – 4:01
  - Eerste zangstem, gitaar door Lol Creme
  - Eerste gitaar, piano, zangstem door Eric Stewart
2. "Somewhere in Hollywood" (Godley, Creme) – 6:39
  - Eerste zangstem door Kevin Godley
  - Eerste gitaar, piano, synthesizers, zangstem door Lol Creme
  - Slidegitaar door Eric Stewart
3. "Baron Samedi" (Stewart, Gouldman) – 3:46
  - Eerste zangstem, eerste gitaar, elektrische piano, marimba door Eric Stewart
  - Tweede eerste gitaar, vleugel, mellotron, zangstem door Lol Creme
  - Congas, bongos, zangstem door Kevin Godley
4. "The Sacro-Iliac" (Godley, Gouldman) – 2:33
  - Eerste zangstem door Graham Gouldman
  - Achtergrondzang door Kevin Godley
  - Piano door Lol Creme
  - Gitaar door Eric Stewart
5. "Oh Effendi" (Stewart, Godley) – 2:49
  - Eerste zangstem door Graham Gouldman
  - Tweede eerste zangstem door Kevin Godley
  - Eerste gitaar, zangstem door Eric Stewart
  - Akoestisch gitaar, tamboerijn, zang door Graham Gouldman

## Hitnotering

### NederlandseAlbum Top 100
| Hitnotering: 07-09-1974 t/m 28-09-1974 | Hitnotering: 07-09-1974 t/m 28-09-1974 | Hitnotering: 07-09-1974 t/m 28-09-1974 | Hitnotering: 07-09-1974 t/m 28-09-1974 | Hitnotering: 07-09-1974 t/m 28-09-1974 | Hitnotering: 07-09-1974 t/m 28-09-1974 |
| Week                                   | 01                                     | 02                                     | 03                                     | 04                                     |                                        |
| -------------------------------------- | -------------------------------------- | -------------------------------------- | -------------------------------------- | -------------------------------------- | -------------------------------------- |
| Nummer                                 | 44                                     | 43                                     | 34                                     | 32                                     | uit                                    |

Graham Gouldman · Eric Stewart · Kevin Godley · Lol Creme

Paul Burgess · Rick Fenn · Stuart Tosh · Duncan Mackay · Tony O'Malley